# 나리타시
나리타시(일본어: 成田市)는 일본 지바현 북부에 있는 시이다. 일본 불교 진언종(真言宗)의 절인 나리타산 신쇼지(成田山新勝寺)를 중심으로 발전해 왔으며, 1978년 5월 20일 시 남동부에 나리타 국제공항이 개항하여 일본의 관문 중 한 곳이 됐다. 나리타산 신쇼지는 현재도 신정(양력 1월 1일)에 참배하는 사람들이 일본에서 2번째로 많고, 참배객들을 대상으로 장사를 하는 사람들이 많다. 또한 도쿄도의 위성 도시로 주택 개발이 진행되고, 인구가 증가하고 있다.

## 지리
나리타산 신쇼지 및 그 몬젠마치를 중심으로 펼쳐져 있다. 도쿄도에서 50km 권내(나리타 국제공항은 도쿄 도심에서 65km 권내), 현청 소재지인 지바시에서 30km 권내에 위치한다. 면적은 213.84km로 지바현 면적의 4.1%를 차지한다. 남서부에 몬젠마치(구시가지)와 뉴타운이, 남동부 구릉 지대에 나리타 국제공항이 있다. 이러한 지역을 제외하면 대부분이 농촌 지대이다. 서부에 있는 인바늪, 북쪽 이바라키현과의 현 경계를 흐르는 도네강에서 농업용수를 얻고 있다. 도네강은 시민들에게 중요한 수원이기도 하다.

### 지형
지바현 북부 중앙의 호쿠소 대지에 위치한다. 고도는 1m(안자이 거주지)~42m(미나미산리즈카 거주지)이다. 면적의 5분의 3은 해발 10~40m의 구릉부로, 간토 롬층이 덮고 있는 높고 건조한 대지이다. 나머지는 인바늪이나 네코나강 수계로부터 들어가는 침식곡에 의해 복잡한 지형의 저습지대와 대조적인 지형으로 토지 이용도 완전히 다르다.
대지부에서는 산림과 논이 혼재하며 야채밭이나 낙화생밭, 목초지 등으로 사용되고, 저지부는 풍부한 물 덕분에 논으로 이용되어 왔다. 현재도 아름다운 전원 풍경이 펼쳐져 있다.

### 기후
연평균 기온은 약 15℃이고, 연 강수량은 약 1,400mm이다. 지바현 내에서는 한랭한 지역이라고 할 수 있다. 봄부터 여름에 걸쳐 남서풍이 강하게 부는 날이 많고 야간에 복사 안개가 발생하는 비율이 높다. 안개가 발생하기 쉬운 이유는 대륙성 기후로 기온의 일교차가 심하고 주변의 도네강, 인바늪, 중소 하천, 경지나 논 등이 다습한 환경을 만들어 내고 있는 것을 들 수 있다.
| 나리타시의 기후                                                | 나리타시의 기후 | 나리타시의 기후 | 나리타시의 기후 | 나리타시의 기후 | 나리타시의 기후 | 나리타시의 기후 | 나리타시의 기후 | 나리타시의 기후 | 나리타시의 기후 | 나리타시의 기후 | 나리타시의 기후 | 나리타시의 기후 | 나리타시의 기후 |
| 월                                                             | 1월             | 2월             | 3월             | 4월             | 5월             | 6월             | 7월             | 8월             | 9월             | 10월            | 11월            | 12월            | 연간            |
| -------------------------------------------------------------- | --------------- | --------------- | --------------- | --------------- | --------------- | --------------- | --------------- | --------------- | --------------- | --------------- | --------------- | --------------- | --------------- |
| 역대 최고 기온 °C (°F)                                         | 19.4 (66.9)     | 24.4 (75.9)     | 24.9 (76.8)     | 29.6 (85.3)     | 31.3 (88.3)     | 33.8 (92.8)     | 38.4 (101.1)    | 36.9 (98.4)     | 35.5 (95.9)     | 31.7 (89.1)     | 25.3 (77.5)     | 24.2 (75.6)     | 38.4 (101.1)    |
| 일평균 최고 기온 °C (°F)                                       | 9.4 (48.9)      | 10.4 (50.7)     | 13.7 (56.7)     | 18.4 (65.1)     | 22.7 (72.9)     | 25.2 (77.4)     | 28.9 (84.0)     | 30.7 (87.3)     | 27.1 (80.8)     | 21.7 (71.1)     | 16.9 (62.4)     | 12.0 (53.6)     | 19.8 (67.6)     |
| 일일 평균 기온 °C (°F)                                         | 3.9 (39.0)      | 5.0 (41.0)      | 8.3 (46.9)      | 13.0 (55.4)     | 17.6 (63.7)     | 20.9 (69.6)     | 24.5 (76.1)     | 26.0 (78.8)     | 22.8 (73.0)     | 17.4 (63.3)     | 12.0 (53.6)     | 6.5 (43.7)      | 14.8 (58.7)     |
| 일평균 최저 기온 °C (°F)                                       | −2.2 (28.0)     | −0.6 (30.9)     | 2.5 (36.5)      | 7.4 (45.3)      | 12.7 (54.9)     | 17.1 (62.8)     | 21.1 (70.0)     | 22.4 (72.3)     | 19.3 (66.7)     | 13.3 (55.9)     | 6.7 (44.1)      | 0.6 (33.1)      | 10.0 (50.0)     |
| 역대 최저 기온 °C (°F)                                         | −8.9 (16.0)     | −8.9 (16.0)     | −5.2 (22.6)     | −2.1 (28.2)     | 0.8 (33.4)      | 7.1 (44.8)      | 15.0 (59.0)     | 15.0 (59.0)     | 8.4 (47.1)      | 3.0 (37.4)      | −2.8 (27.0)     | −8.4 (16.9)     | −8.9 (16.0)     |
| 평균 강수량 mm (인치)                                          | 63.8 (2.51)     | 69.7 (2.74)     | 102.1 (4.02)    | 125.1 (4.93)    | 129.1 (5.08)    | 144.1 (5.67)    | 116.2 (4.57)    | 121.8 (4.80)    | 194.9 (7.67)    | 257.6 (10.14)   | 106.0 (4.17)    | 68.1 (2.68)     | 1,498.4 (58.99) |
| 평균 강수일수 (≥ 1.0 mm)                                       | 5.1             | 6.8             | 9.9             | 10.3            | 10.1            | 10.8            | 9.3             | 7.6             | 10.8            | 11.6            | 8.8             | 6.1             | 107.2           |
| 출처 1: 일본 기상청 (평년값: 2003년~2020년, 극값: 2003년~현재) |                 |                 |                 |                 |                 |                 |                 |                 |                 |                 |                 |                 |                 |
| 출처 2: 나리타 항공지방기상대                                  |                 |                 |                 |                 |                 |                 |                 |                 |                 |                 |                 |                 |                 |

### 인접한 자치체
- 지바현
  - 가토리시
  - 가토리군 고자키정, 다코정
  - 도미사토시
  - 산부군 시바야마정
  - 인바군 모토노촌, 사카에정, 시스이정, 인바촌
- 이바라키현
  - 이나시키군 가와치정

## 역사
나리타시에는 선사 시대부터 사람이 살았던 것으로 알려져 있다. 벼농사는 기원전 100년경에 시작되었다. 도시로는 태평양과 도쿄만에서 거의 같은 거리에 위치해 있고 주변에 수많은 작은 강들이 있어 지역 정치와 상업의 중심지 역할을 해왔다.
이 지역의 도시화는 나라 시대 때부터 시작되었다. 나리타산 신쇼지는 940년에 세워졌다.
1889년 정촌제 시행으로 나리타정이 탄생하였고, 1954년 3월 31일에 나리타시가 출범했다.
이 지역의 성장은 1966년에 일본 총리 사토 에이사쿠가 나리타 국제공항의 건설 계획을 내놓으면서 시작되었다. 공항 개발과 도쿄 도심과의 접근성은 도시 내의 광범위한 주택, 상업, 공업 개발을 이끌었다.
나리타는 1954년 3월 31일까지 인바군의 일부였다. 나리타시는 2006년 3월 27일에 가토리군의 다이에이정과 시모후사정을 병합했다.

## 교통

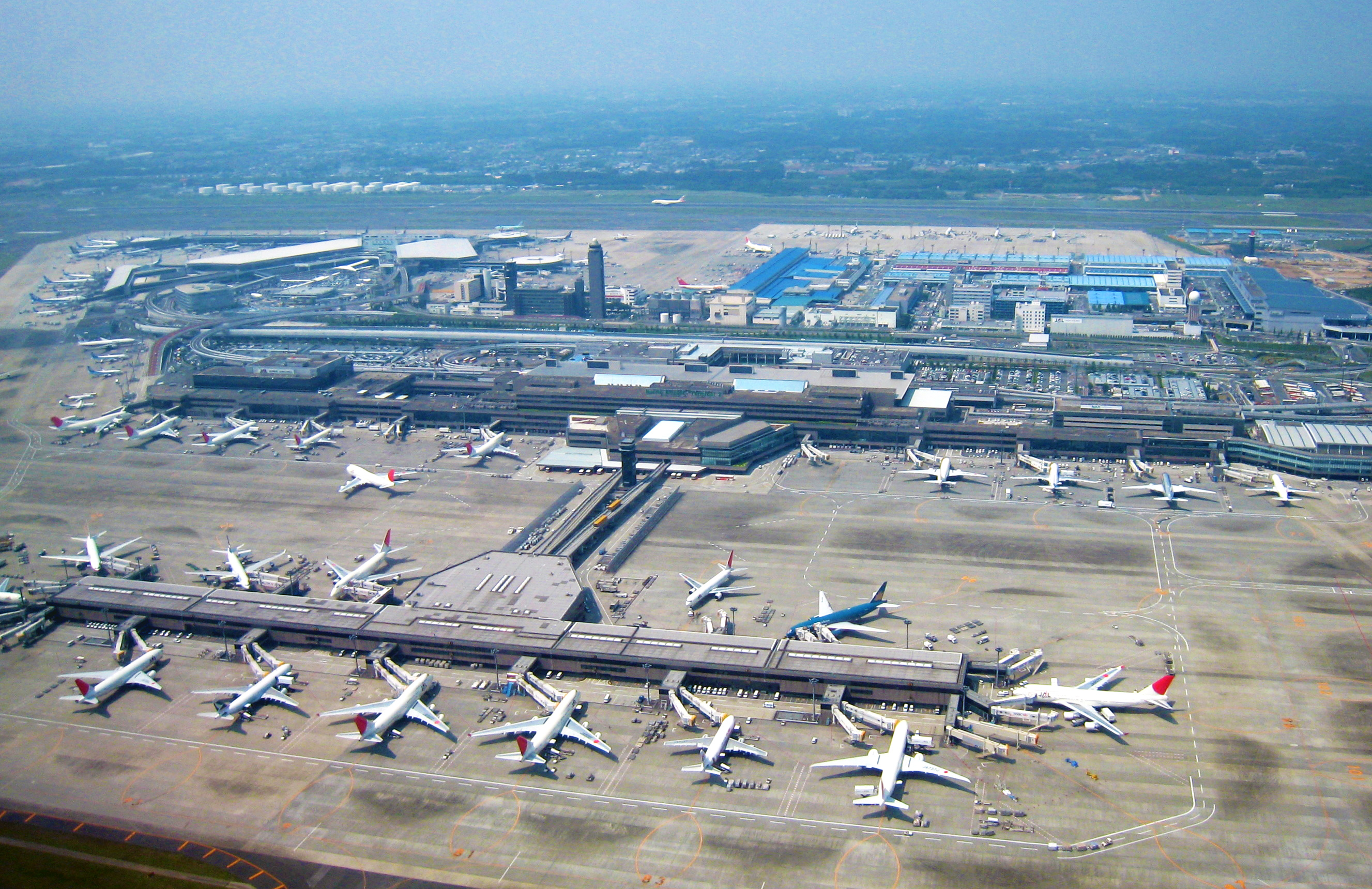
나리타 국제공항 상공의 모습

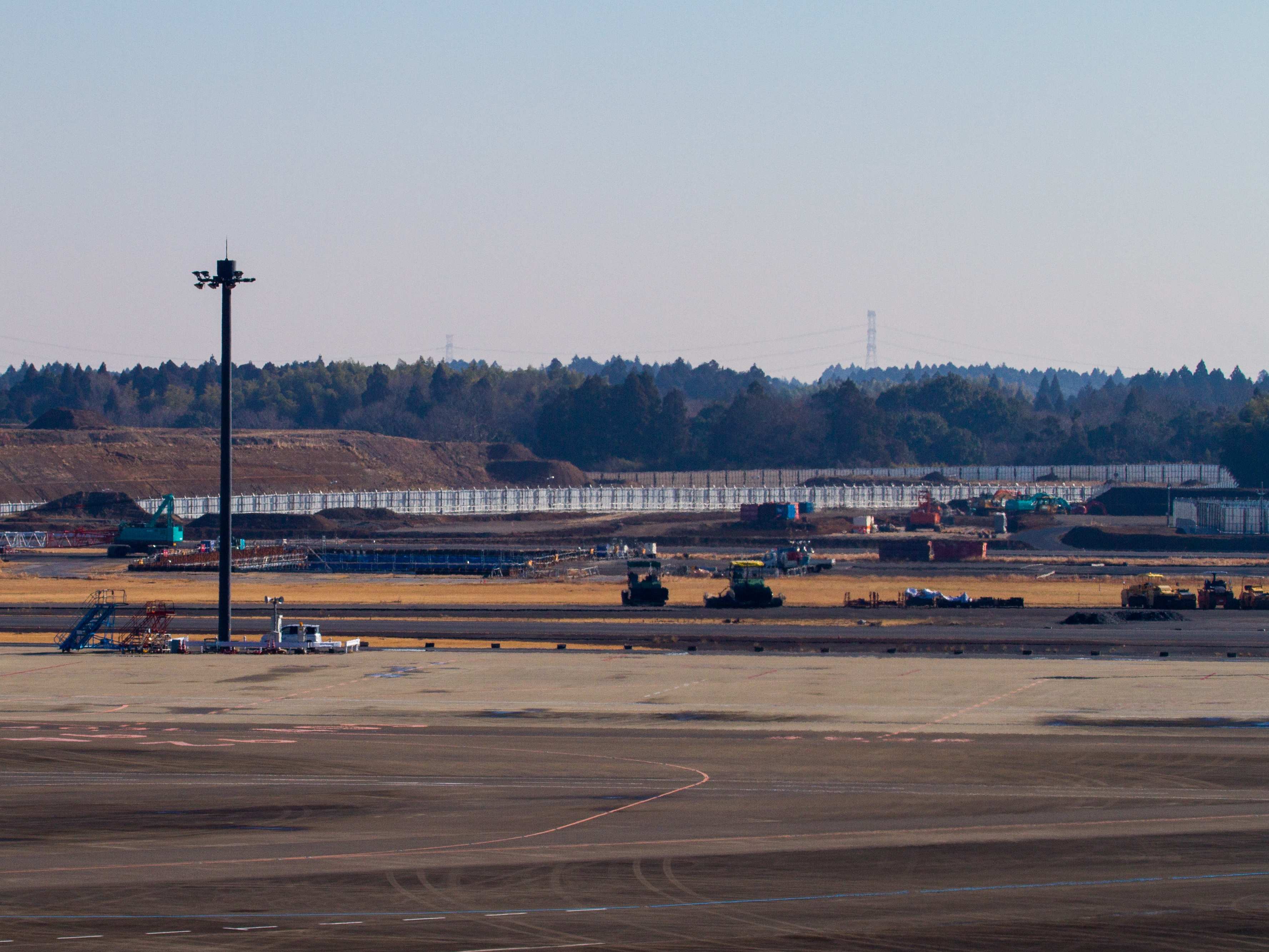
활주로를 공사하고 있는 나리타 국제공항의 모습

### 도로
- 히가시칸토 자동차도
- 국도 51호선
- 국도 295호선
- 국도 296호선
- 국도 356호선
- 국도 408호선
- 국도 409호선
- 국도 464호선

### 철도
- 게이세이 전철
  - 본선
    - 고즈노모리역 - 게이세이나리타역 - 공항 제2빌딩역 - 나리타 공항역

  - 히가시나리타선
    - 게이세이나리타역 - 히가시나리타역
- 동일본 여객철도
  - 나리타선
    - 나리타역 - 구즈미역 - 나메가와역, 나리타역 - 공항 제2빌딩역 - 나리타 공항역, 나리타역 - 시모사만자키역
- 시바야마 철도
  - 시바야마 철도선
    - 히가시나리타역

### 공항
- 나리타 국제공항

## 인구
| 연도 | 인구    | ±%     |
| ---- | ------- | ------ |
| 1950 | 64,370  | —      |
| 1960 | 61,869  | −3.9%  |
| 1970 | 59,365  | −4.0%  |
| 1980 | 85,897  | +44.7% |
| 1990 | 105,855 | +23.2% |
| 2000 | 116,898 | +10.4% |
| 2010 | 128,944 | +10.3% |

## 자매 도시
- 대한민국 인천광역시 중구
- 대한민국 전북특별자치도 정읍시
- 중화인민공화국 랴오닝성 선양시
- 미국 캘리포니아주 샌브루노
- 덴마크 네스트베드
- 중화민국 타오위안시